# Коринтия
Коринтия е ном в Гърция, част от полуостров Пелопонес. Коринтия е с население от 145 082 жители (2011 г.) и обща площ от 2290 km². Коринтският канал се намира на 4 km източно от Коринтия.